# Distribución de masa
En física y mecánica, la distribución de masa es la distribución espacial de la masa dentro de un cuerpo sólido. En principio, es relevante también para gases o líquidos, pero en la Tierra su distribución de masa es casi homogénea. 

## Astronomía
En astronomía, la distribución masiva tiene una influencia decisiva en el desarrollo, por ejemplo, de nebulosas, estrellas y planetas. La distribución de masa de un sólido define su centro de gravedad e influye en su comportamiento dinámico, por ejemplo, las oscilaciones y la rotación final. 

## Modelo matemático
Una distribución de masa se puede modelar como una medida. Esto permite masas de punto, masas de línea, masas de superficie, así como masas dadas por una función de densidad de volumen. Alternativamente, este último puede generalizarse a una distribución. Por ejemplo, una masa puntual está representada por una función delta definida en un espacio tridimensional. Una masa de superficie en una superficie dada por la ecuación f (x, y, z) = 0 puede representarse por una distribución de densidad g (x, y, z) δ (f (x, y, z)), donde {\displaystyle g/\mid \nabla f\mid } es la masa por unidad de área. 
El modelado matemático puede realizarse mediante teoría potencial, mediante métodos numéricos (por ejemplo, un gran número de puntos de masa) o mediante cifras de equilibrio teórico. 

## Geología
En geología están involucrados los aspectos de la densidad de las rocas. 

## Sólidos en rotación
Los sólidos rotatorios se ven afectados considerablemente por la distribución de masa, ya sea si son homogéneos o no homogéneos; consulte el par, el momento de inercia, el bamboleo, el desequilibrio y la estabilidad.